# Anerpa
Anerpa is een kevergeslacht uit de familie van de boktorren (Cerambycidae). De wetenschappelijke naam van het geslacht werd voor het eerst geldig gepubliceerd in 1907 door Gahan.

## Soorten
Anerpa omvat de volgende soorten:
- Anerpa carinulata Gahan, 1907
- Anerpa steinkeae Hüdepohl, 1990